# Kabelmodem

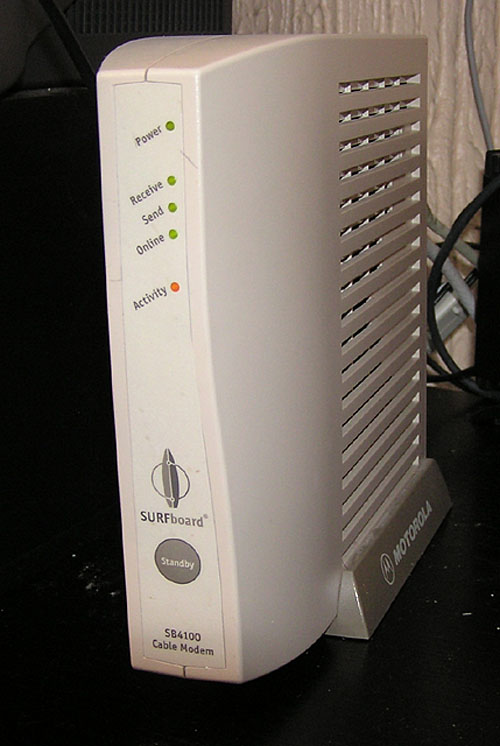
Kabelmodem, Motorola SurfBoard

Kabelmodem är ett modem som tillåter internetuppkoppling via nätet för Kabel-TV. Det kopplas via koaxialkabel med F-kontakt till en Euro-DOCSIS-standardiserad CMTS-station och ger kunden Internet, Digital-TV och eventuellt IP-telefoni.
Modemen används där kabel-TV är utbyggt sedan tidigare, mest i Australien, Nya Zeeland, Kanada, Europa och USA. Nätet har oanvänd bandbredd som med modemet kan användas för bredbandsförbindelser, med rätt enkla modifikationer av själva nätet. På grund av nätets natur delas kabeln, och alltså nätets kapacitet, av flera användare.
I USA fanns det ca 22,5 miljoner användare av kabelmodem under det första kvartalet av 2005.

## Customer Premises Switch
En CPS (Customer Premises Switch) är en aktiv dosa (elansluten) på väggen hos kund dit anslutning av dator/router, digital-TV-box och telefon sker, som även kallas aktiv utrustning.

## Kabelmodem i OSI-modellen
I en nätverkstopologi fungerar kabelmodemet som en nätverksbrygga som rättar sig efter IEEE 802.1D för Ethernet (med några ändringar). Kabelmodemet utgör en brygga mellan Ethernetramar och kundens LAN och koaxkabel-nätverket. Med hänsyn till OSI-modellen, skickar kabelmodemet datalänklager vidare, vilket ett vanligt modem inte gör. Kabelmodem stödjer även funktionaliteten på flera lager i OSI-modellen. I det fysiska lagret (lager 1), stödjer kabelmodemet Ethernet PHY på sitt lokala nät och en DOCSIS definierad kabelspecifik PHY på sitt HFC kabelgränssintt. Det är härifrån namnet kabelmodem kommer. I nätverkslagret (lager 3), är kabelmodemet en IP-värd som har sin egen IP-adress, använd av nätverksoperatören för att underhålla och felsöka anordningen. I transportlagret (lager 4) stödjer kabelmodemet UDP, i samarbete med sin egen IP-adress, och det stödjer filtrering baserad på TCP- och UDP-portnummer, till exempel blockvidarebefordring av NetBIOS trafik ut ifrån kundens LAN. I applikationslagret (lager 5 eller 7) stödjer kabelmodemet vissa protokoll som används för skötsel och underhåll, nämnvärt här är DHCP, SNMP och TFTP.

## Historia
Hybrid Networks utvecklade, demonstrerade och patenterade det första höghastighets och asymmetriska kabelmodemsystemet. En nyckelinblick i Hybrid Networks, var att väldigt asymmetrisk kommunikation skulle bli tillräckligt för att tillfredsställa användare avlägset anslutna till ett annars helt symmetriskt höghastighets-datakommunikationsnätverk Eftersom det var väldigt dyrt att förse höghastighet uppströms var detta oerhört viktigt, medan CATV systems redan hade stor och betydelsefull bredbandskapacitet i nedströms riktning. En annan nyckelinblick var att uppströms- och nedströms-kommunikationen kunde vara på samma eller olika kommunikationsmedier, användandes olika protokoll, arbetande i vardera riktning för att etablera ett stängt loop-kommunikationssystem. Hastigheterna och protokollen använda i vardera riktning skulle vara väldigt olika varandra. Inledningsvis var många skeptiska till denna lösning, många tekniskt kunniga personer tvivlade på att det kunde fungera över huvud taget.

## Kabelmodem i Sverige
Com Hem har i särklass högst andel av den svenska marknaden för kabelmodem, och har så haft sedan starten. [källa behövs]

## LANcity
Lancity var en tidig pionjär för kabelmodem. De utvecklade ett privatägt system som fick ganska stor spridning i USA. Senare blev Lancity uppköpta av Bay Networks som senare togs över av Nortel, vilka fortsatte inom kabelmodemsbranschen med namnet Arris.  Arris fortsatte att tillverka kabelmodem och CMTS-utrustning med DOCSIS-standard.

## Kabelmodemstillverkare
- 3Com
- Ambit Broadband
- ARRIS
- Cisco Systems
- D-Link
- Ericsson
- Linksys
- Motorola
- Nortel Networks
- Netgear
- Philips
- RCA
- Scientific Atlanta
- Terayon
- Thomson
- Toshiba
- Turbocomm
- Zoom Technologies
- Huawei